# Rubljowka
Rubljowka (russisch Рублёвка) ist in Russland eine weitverbreitete, inoffizielle Bezeichnung des Landstrichs rund um die Ausfallstraße Rubljowo-Uspenskoje-Chaussee (Рублёво-Успенское шоссе) unmittelbar westlich der Stadtgrenzen Moskaus. Charakteristisch für diese Gegend sind die Vielzahl repräsentativer Villen und extrem hohe Grundstückspreise.

## Beschreibung

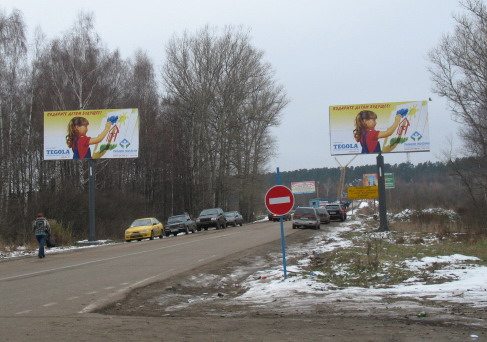
Die Chaussee nahe der Setun-Brücke

Die Ausfallstraße Rubljowo-Uspenskoje-Chaussee beginnt in Moskau unmittelbar vor der Stadtgrenze und der Ringautobahn MKAD im Stadtteil Krylatskoje und führt rund 20 km bis in die Siedlung Uspenskoje. Ab dort wird sie von einer kleineren Landstraße nach Swenigorod fortgesetzt. Die Chaussee wurde im Jahre 1903 errichtet, 1912 wurde sie um eine Brücke über den Fluss Setun erweitert.
Die Geschichte der Rubljowka als Nobelvorort begann etwa in den 1930er-Jahren, als unweit ihres Moskauer Teils, der Rubljowskoje-Chaussee, im damaligen Vorort Kunzewo, die Datscha (Sommerhaus) Josef Stalins entstand, wo er 1953 auch starb. Gleichzeitig entstanden westlich der Stadtgrenze weitere Datschen für ranghohe Parteifunktionäre sowie Sanatorien für die politische Elite. Dass hierfür ausgerechnet die Rubljowo-Uspenskoje-Chaussee ausgewählt worden war, lag vor allem an der landschaftlichen Attraktivität und ökologisch günstigen Lage dieser Gegend: Die Lage südlich des Moskwa-Ufers, inmitten von Nadelwäldern, und das Fehlen jeglicher Industrieanlagen rundherum bei gleichzeitiger guter Anbindung an das Moskauer Zentrum machten die Rubljowka zu einem vorzüglichen Erholungsort.

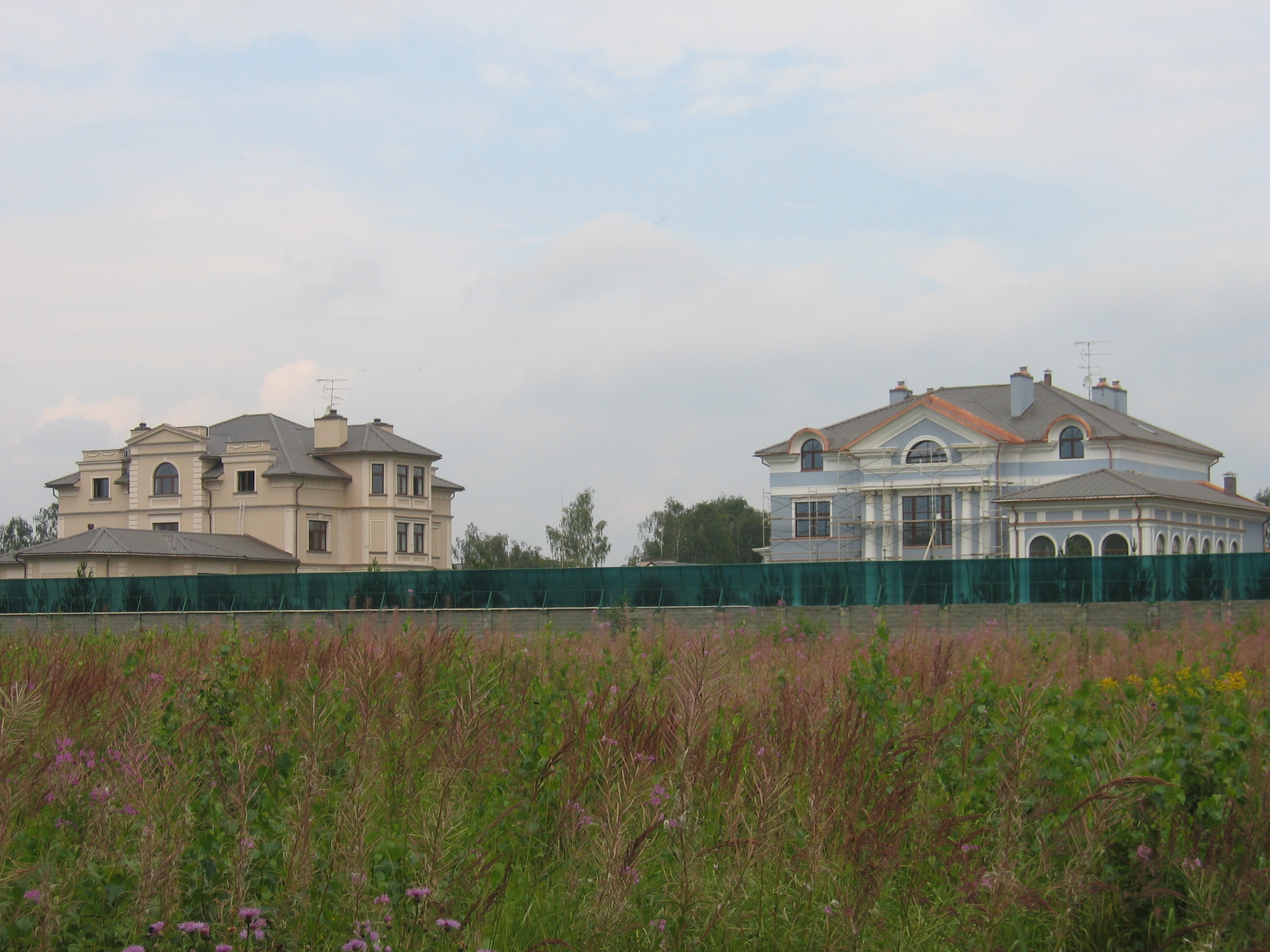
Luxusvillen bei Ussowo an der Rubljowka

Nach dem Zusammenbruch der Sowjetunion und der Landprivatisierung wurde es für jedermann möglich, ein Grundstück auch an der Rubljowka zu erwerben. Da diese unvermindert als Elitevorort galt, stieg die Nachfrage nach Rubljowka-Grundstücken Anfang und Mitte der 90er-Jahre rasant an, da jeder, der es sich finanziell leisten konnte, es vorzog, „nahe an der Elite“ zu wohnen. In den nächsten Jahren stiegen die Grundstückspreise hier kontinuierlich. Heute ist kaum ein Grundstück an der Rubljowka für weniger als umgerechnet 1000 Euro pro Quadratmeter zu haben. Die auf ihnen erbauten Villen erzielen nicht selten Preise von zehn Millionen und mehr. In der Regel befinden sich die Villen nicht direkt an der Chaussee, sondern in speziell errichteten Kolonien, die hermetisch von der Außenwelt abgeriegelt sind und in die kein Nichtbewohner ohne Sondergenehmigung hineinkommt. Da hier auch zahlreiche ranghohe Politiker leben – so unter anderem der russische Präsident Wladimir Putin auf dem Landgut Nowo-Ogarjowo – wird auch die Straße selbst von der Polizei streng bewacht. Nur noch wenige alte Holzhäuser, vor allem alte Datschen, sind entlang der Straße noch übrig geblieben.

## Orte

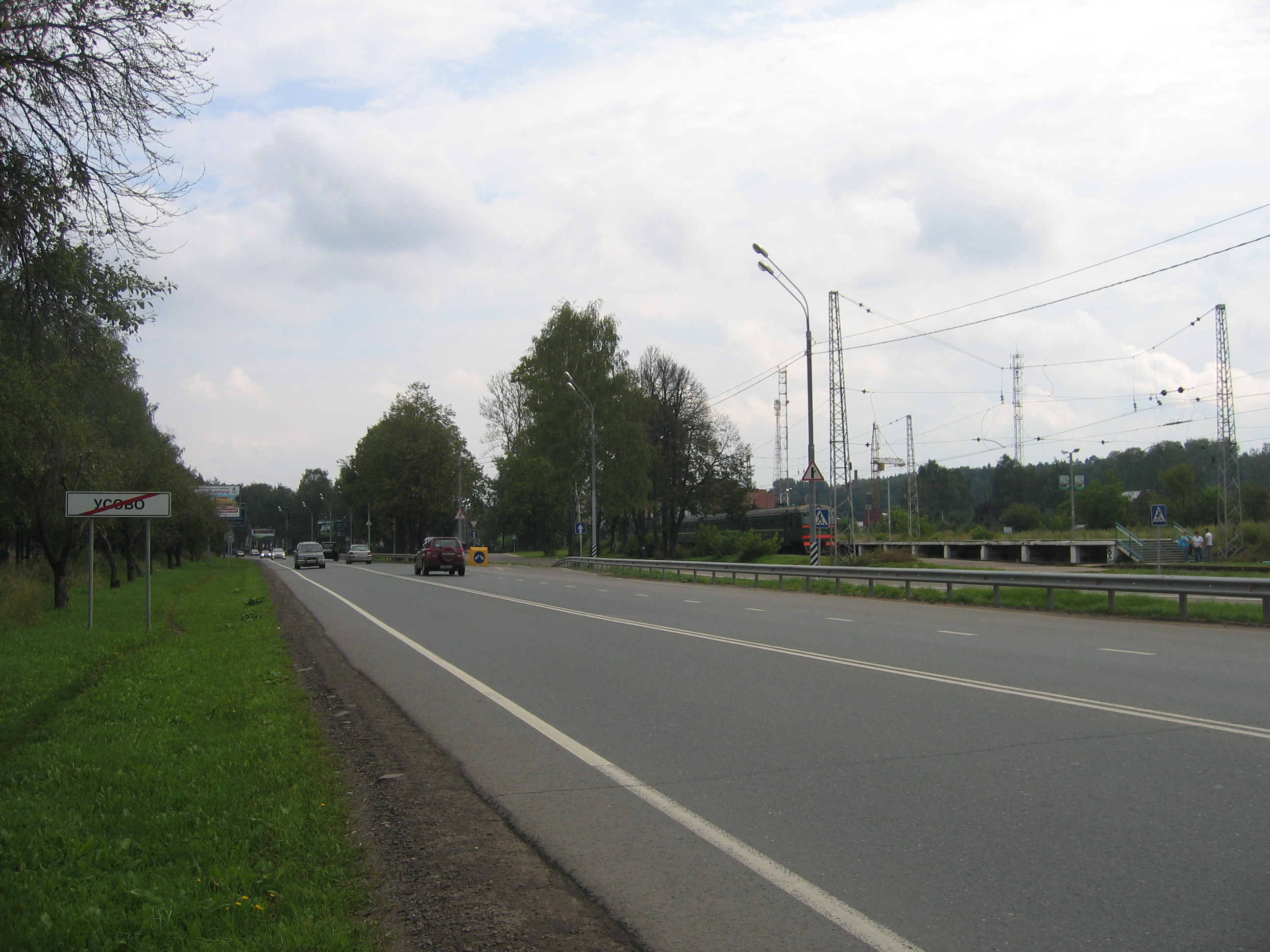
Die Chaussee an der Ortseinfahrt von Ussowo; rechts ist der Kopfbahnhof der Stichstrecke aus Moskau zu sehen

Die Bezeichnung Rubljowka wird oft fälschlich für einen Ortsnamen gehalten, ist aber nur eine inoffizielle Bezeichnung, die so auf keiner Landkarte zu finden ist. Vielmehr ist Rubljowka alles, was an der Rubljowo-Uspenskoje-Chaussee und in näherem Umkreis liegt. Dazu gehören auch die Siedlungen Rubljowo, Ussowo, Barwicha, Nikolina Gora, Rasdory und Uspenskoje.

## Eisenbahnstrecke
Ein Überbleibsel aus den Zeiten, als die Rubljowka noch nicht so elitär war wie sie heute ist, ist eine Eisenbahn-Stichstrecke, die von der Hauptlinie Moskau–Smolensk–Minsk in Kunzewo abzweigt und bis nach Ussowo mit vier Zwischenstationen in Romaschkowo, Rasdory, Barwicha und Iljinskoje führt. Bis heute gelangt man so mit einer Elektritschka, also einer Vorortbahn, vom Belarussischen Bahnhof bis unmittelbar an die Rubljowo-Uspenskoje-Chaussee heran. Allerdings rechnen Eisenbahnfreunde in Russland mit einer Stilllegung dieser Stichstrecke in absehbarer Zeit, da die Bahnlinie nur noch von den wenigen Alteingesessenen der Rubljowka benutzt wird. Heute wird die Strecke täglich noch von etwas über zehn Zugpaaren bedient.

## Sonstiges
2007 wurde von der deutschen Regisseurin Irene Langemann ein Dokumentarfilm über die Rubljowka unter dem Namen Rubljovka – Straße zur Glückseligkeit gedreht, in dem es um das luxuriöse Leben der Villenbesitzer an der Rubljowka sowie teilweise extrem unlautere Methoden, mit denen Immobilienspekulanten die letzten Alteingesessenen zu vertreiben versuchen, geht.